# Transiting Exoplanet Survey Satellite
Il Transiting Exoplanet Survey Satellite (TESS) è un telescopio spaziale progettato nell'ambito del programma Explorer della NASA, il cui scopo è la ricerca di pianeti extrasolari usando il metodo fotometrico del transito.
Obiettivo primario della missione è esaminare le stelle più luminose vicine alla Terra (entro i 200 pc, circa 600 al) individuando, nell'arco di un periodo di due anni, pianeti in transito di fronte a esse. TESS utilizza lenti ad ampio campo visivo in grado di osservare l'intera volta celeste. Grazie a TESS sarà possibile, con successive indagini di follow-up,  studiare la massa, le dimensioni, la densità, l'atmosfera e l'orbita di un vasto numero di pianeti, con l'attenzione principale rivolta a pianeti dalle dimensioni simili alla Terra e super Terre dalla superficie rocciosa orbitanti nelle zone considerate abitabili nel proprio sistema solare.
Il progetto TESS, presentato dal Massachusetts Institute of Technology e sponsorizzato anche da Google, è stato uno degli undici selezionati dalla NASA per un possibile finanziamento nel mese di settembre 2011, su quarantadue che erano stati proposti il precedente febbraio. Il 5 aprile 2013 la NASA ha ufficialmente approvato la realizzazione del Transiting Exoplanet Survey Satellite, insieme al Neutron Star Interior Composition Explorer (NICER), dal costo complessivo di circa 200 milioni di dollari, pianificando il lancio per il 2018. Il lancio è avvenuto il 18 aprile 2018 alle 22:51:31 UTC.
Ad agosto 2020, completato il primo ciclo biennale di osservazione, sono stati scoperti 66 esopianeti confermati e più di 2000 candidati. Al termine del quinto anno di esercizio TESS ha mappato oltre il 93% della volta celeste, scoperto 329 nuovi esopianeti e migliaia di altri candidati, oltre ad avere fornito preziosi suggerimenti per l'analisi di una vasta gamma di fenomeni cosmici.
La prima missione estesa, iniziata nel 2020, si è conclusa nel settembre 2022, quando è iniziata una seconda missione estesa, che dovrebbe durare altri 3 anni.

## Caratteristiche della missione
TESS è una missione di osservazione che è stata selezionata per lo sviluppo nel 2013 e lanciata in orbita il 18 aprile 2018. TESS valuterà nei due anni di ricerca previsti circa 200000 stelle alla ricerca di esopianeti in transito di fronte alle proprie stelle, tra cui 1000 nane gialle con caratteristiche simili al nostro Sole. L'indagine si concentrerà su stelle di tipo G e K con magnitudine apparente sino a 12. Le simulazioni della missione TESS prevedono che troverà migliaia di nuovi pianeti extrasolari, tra cui centinaia di piccoli pianeti extrasolari e anche pianeti rocciosi nelle zone abitabili delle loro stelle ospiti.

### Lancio
Il lancio, previsto per il 16 aprile 2018, è stato posticipato ed effettuato il 18 dello stesso mese a seguito di verifiche tecniche al vettore di lancio utilizzando un Falcon 9 v1.1 della SpaceX dalla piattaforma 40 del Cape Canaveral Air Force Station. Il costo della missione è di circa 340 milioni di dollari comprensive dei costi di lancio che, per un Falcon 9, constano in circa 62 milioni di dollari.

### Orbita
Allo scopo di mantenere libero il campo visivo degli emisferi celesti, TESS utilizzerà un'orbita altamente ellittica (HEO) in risonanza orbitale di 2:1 con la Luna, chiamata P/2 e mai usata prima. Il suo apogeo di 232 000 mi (373 368 km) è calcolato per mantenersi distante dalla Luna, che rappresenta un agente destabilizzante. Tale alta orbita dovrebbe rimanere stabile per decenni, ed è in grado di mantenere le lenti dei telescopi a temperature costanti. La maggior parte dell'orbita sarà effettuata al di fuori delle fasce di Van Allen, per evitare danni da radiazioni. Ogni 13,7 giorni raggiungerà il perigeo di 67 000 mi (107 826 km) e trasmetterà i dati raccolti alla Terra in circa tre ore. La particolare orbita di TESS consente diversi vantaggi:
- Osservazioni ampie e continue: > 300 ore per orbita
- Stabilità termica: escursione < 40 mK/h (con controllo passivo)
- Riduzione della luce straylight causata dall'interferenza tra Terra e Luna: un milione di volte inferiore rispetto ad un'orbita LEO
- Bassi livelli di radiazione: L'orbita è esterna all'influenza delle fasce di Van Allen
- Finestre di lancio ridotte: possibilità di effettuare il lancio diverse volte per mese lunare
- Eccellente punto di stabilità: nessuna resistenza o stabilizzazione a gradiente di gravità
- Alto tasso di trasferimento dati:  100 Mbit/s (200GB in 4,5 ore al perigeo)

### Obiettivi scientifici
Il TESS è considerato il successore del telescopio Kepler; mentre Kepler esaminava una limitata porzione della volta celeste, circa lo 0,28%, il TESS la esaminerà tutta, focalizzandosi su stelle dalle trenta alle cento volte più luminose di quelle osservate dal predecessore.

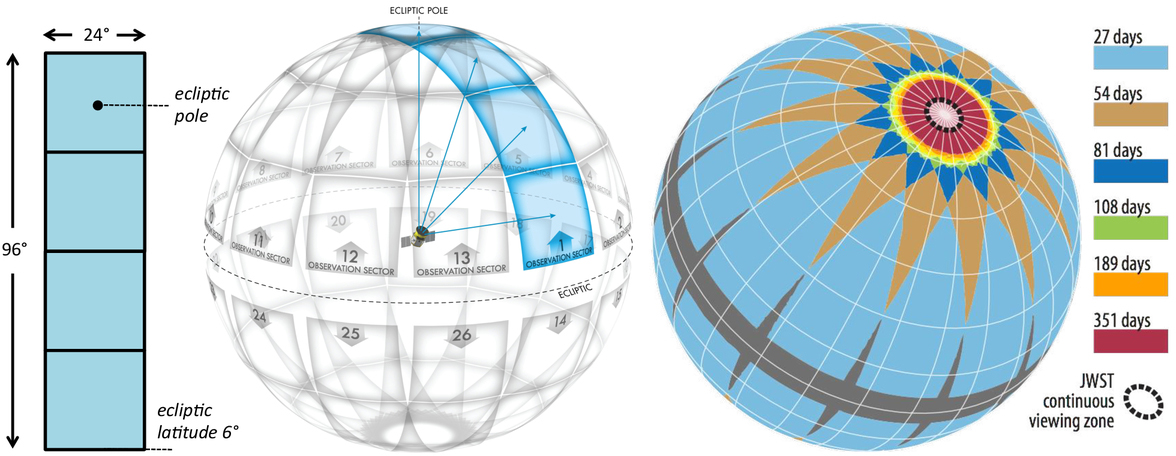
A sinistra: il campo visivo combinato delle quattro telecamere TESS. Al centro: suddivisione della sfera celeste in 26 settori di osservazione (13 per emisfero). A destra: il tempo totale dedicato alle osservazioni. Il cerchio nero tratteggiato che racchiude il polo dell'eclittica mostra la regione che il JWST potrà osservare ininterrottamente

Il TESS esaminerà stelle di classe spettrale G e K, ossia nane gialle e arancioni, con magnitudine apparente tra 5 e 12. Si stima che saranno osservate circa 500000 stelle, catalogando almeno 3000 pianeti in transito davanti alle proprie stelle, di cui circa 500 dalle dimensioni simili alla Terra o super Terre. L'esplorazione sarà suddivisa in 26 settori di osservazione di 24° × 96°, con una sovrapposizione ai poli eclittici per aumentare la sensibilità nei confronti di esopianeti caratterizzati da masse più piccole e periodi orbitali più lunghi. Ogni settore sarà osservato per due orbite, ognuna delle quali durerà 13,7 giorni, mappando durante il primo anno l'emisfero sud e quello nord durante il secondo. Ognuna delle lenti del TESS acquisirà immagini con una cadenza di due minuti alla ricerca di diminuzioni di luminosità causate da pianeti in transito, con immagini full frame acquisite ogni 30 minuti in grado di offrire informazioni fotometriche per più di venti milioni di stelle nell'arco di sessioni di osservazione di diverse settimane, che offriranno anche l'opportunità di rilevare altri fenomeni di transito, quali lampi di raggi gamma.
Gli esopianeti individuati e confermati da osservazioni a terra potranno poi essere ulteriormente esaminati da strumenti avanzati quali il telescopio terrestre Automated Planet Finder e dallo spettrografo HARPS, oltre che dallo spettrografo ESPRESSO installato presso il VLT e dal telescopio spaziale James Webb.

## Il veicolo spaziale

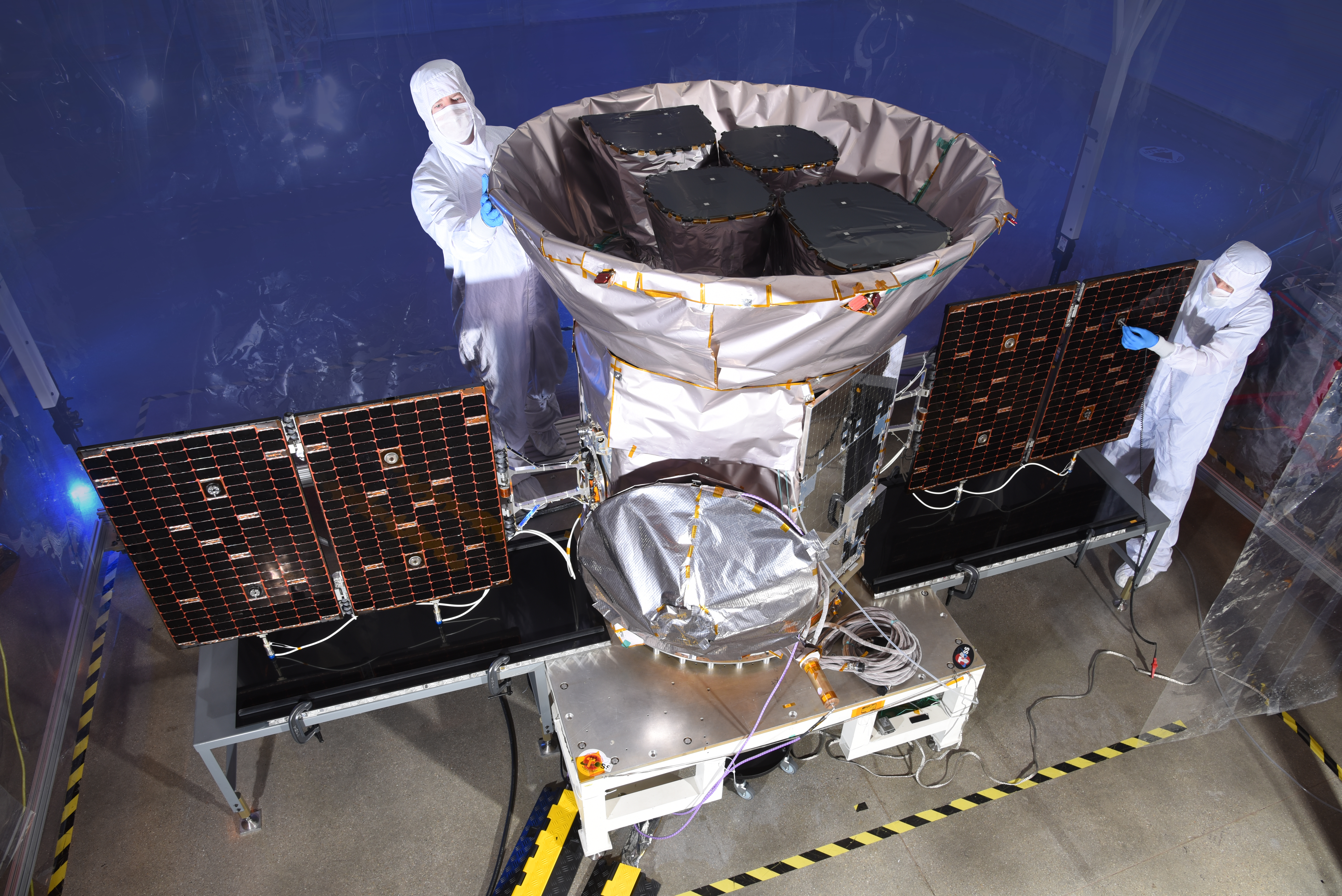
Il telescopio TESS con le quattro fotocamere ed i pannelli solari

Il TESS userà una piattaforma LEOStar-2 costruita dalla Orbital Sciences Corporation, nel 2015 confluita in Orbital ATK e successivamente Northrop Grumman Innovation Systems. È in grado di stabilizzarsi sui tre assi con quattro propulsori a idrazina e quattro ruote di reazione. L'alimentazione sarà fornita da due pannelli solari monoasse che produrranno 400 watt. Un'antenna parabolica a banda Ka offrirà un collegamento con la terra a 100 Mbit/s.

### Strumenti scientifici e modalità di osservazione

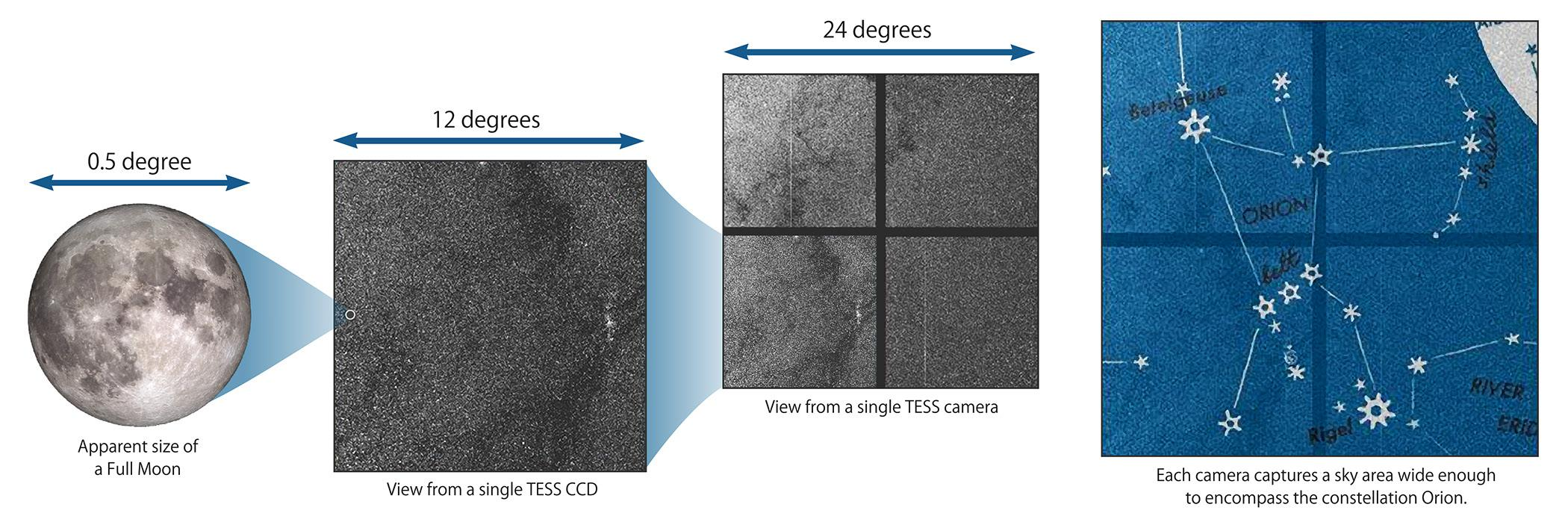
Copertura spaziale delle fotocamere CCD di TESS. Si noti che la costellazione di Orione si adatta perfettamente al campo visivo delle fotocamere

I telescopi saranno gli unici strumenti di esplorazione a bordo: TESS è dotato di quattro rilevatori ad accoppiamento di camera da 16,8 megapixel, caratterizzati da bassa rumorosità e basso consumo, appositamente ideati dal MIT Lincoln Laboratory. Ogni camera avrà un campo visivo di 24° × 24° e un diametro pupillare di 100 mm, sette elementi ottici e un filtro passa banda con un intervallo da 600 a 1000 nm. La frequenza di campionamento dei rilevatori CCD è stata estesa al vicino infrarosso in quanto Il telescopio studierà anche le più vicine nane rosse di classe M situate entro un raggio di 30 pc (circa 95 al).
Il satellite sarà dotato di quattro telescopi con lenti grandangolari, con quattro rilevatori ad accoppiamento di carica ciascuno. Ogni gruppo di lenti è dotato di sette elementi ottici e copre ciascuno un campo visivo di 24° × 24° con risoluzione di 21 Arcsec per pixel. Le quattro telecamere insieme osserveranno così un settore di osservazione di 24 per 96 gradi per 27 giorni consecutivi, quindi il veicolo spaziale verrà orientato per osservare il settore successivo e coprire in totale 13 settori di osservazione per ciascun emisfero, per un totale di 26 settori di osservazione durante la missione biennale. Nel primo anno verrà mappato l'emisfero sud mentre nel secondo l'emisfero nord. TESS impiegherà una strategia di osservazione denominata "stare and step" (fissa e avanza). TESS ha due modalità di raccolta dei dati: immagini "francobollo" che catturano la luce da singole stelle e immagini a pieno formato che coprono l'intero campo visivo: durante l'osservazione di un settore, TESS ogni due minuti registrerà la luminosità di 15000 stelle selezionate da una lista di 200000 astri. Le immagini che coprono l'intero campo visivo di 24° × 96° saranno acquisite a intervalli di 30 minuti. I potenziali esopianeti verranno ricavati dalla sovrapposizione dei dati ottenuti dalle due modalità di osservazione..

## Monitoraggio in follow-up
L'obiettivo principale del gruppo di lavoro sul monitoraggio in follow-up del TESS (TFOP, TESS Follow-Up Group) è di fornire osservazioni di follow-up che faciliteranno il raggiungimento del Requisito scientifico di Livello Uno per misurare le masse di 50 pianeti in transito inferiori ai 4 raggi terrestri. Un obiettivo secondario del gruppo di lavoro TFOP è quello di promuovere la comunicazione e il coordinamento sia all'interno del gruppo scientifico di TESS che con la comunità astronomica al fine di ridurre al minimo la duplicazione dispendiosa di osservazioni e analisi. Gli oggetti di maggiore interesse (TOIs, TESS Objects of Interest) saranno seguiti con l'imaging, la spettroscopia di ricognizione e la spettroscopia Doppler di precisione.

### Organizzazione TFOP
Gran parte del gruppo di lavoro del TFOP analizza i dati in cinque aree generali di funzionalità, ognuna delle quali avrà il proprio sottogruppo (SG).
- SG1: Fotometria a visualizzazione limitata[27] per identificare i falsi positivi dovuti a sistemi binari eclissanti vicini che possono influenzare l'immagine di un pianeta in transito candidato. In alcuni casi, fornisce curve di luce migliorate, effemeridi e / o misura le variazioni del tempo di transito (TTV, Transit-timing variation).
- SG2: Spettroscopia di ricognizione per fornire parametri spettroscopici che vincolano in modo più preciso le masse e i raggi dei pianeti, per rilevare falsi positivi causati da binare spettroscopiche e per identificare stelle non idonee per misure di velocità radiali precise, come ad esempio stelle in rapida rotazione.
- SG3: Imaging ad alta risoluzione con ottica adattiva, speckle imaging e / o studio delle immagini fortuite positive ottenute per rilevare oggetti che non sono stati ricavati dal catalogo principale di TESS o dalla fotometria a visualizzazione limitata.
- SG4: calcolo delle velocità radiali precise con l'obiettivo di derivare le orbite planetarie e ricavarne le masse.
- SG5: Fotometria spaziale con strutture come HST, Spitzer, MOST, CHEOPS e JWST, principalmente per confermare e / o migliorare le effemeridi fotometriche fornite da TESS, ed anche per fornire curve di luce migliorate per eventi di transito o anche TTV.

### Disponibilità dei dati raccolti
I dati grezzi acquisiti dal telescopio TESS, circa 27 GB al giorno, vengono trasmessi a terra ogni due settimane e gestiti dall'archivio Mikulski per i telescopi spaziali (MAST) dell'STScI e resi disponibili al pubblico successivamente all'elaborazione ed alla convalida. Le osservazioni sono iniziate a giugno 2018 e la prima pubblicazione dei dati è stata effettuata a dicembre. A luglio 2019 la NASA, nell'ambito della revisione periodica delle sue missioni operative ha esteso la durata di TESS sino al 2022.

## Risultati scientifici rilevanti
- A settembre 2018 la NASA ha reso pubblica[30] l'osservazione del primo esopianeta rilevato da TESS, al termine del suo primo ciclo esplorativo della volta celeste[31]. Il pianeta, Pi Mensae c, consisterebbe in una super-terra con diametro di circa 2,14 volte la terra, massa di 4,82 volte e orbitante a circa 0,07 au.[32][33]
- Il primo esopianeta di dimensioni terrestri scoperto da TESS, HD 21749 c, orbita intorno a HD 21749, una stella di classe K situata nella costellazione meridionale del Reticolo, a 53 al di distanza dalla terra. L'esopianeta, probabilmente molto caldo (la temperatura di superficie stimata è di circa 800 °C), effettua un'orbita completa in meno di otto giorni.[34]
- Nel settembre 2019 l'ASASSN individua un segnale proveniente da 375 milioni di anni luce (115 Mpc) di distanza. L'evento ha origine da una stella delle dimensioni del Sole assorbita da un buco nero. Esso, però, era già presente nel campo osservato da TESS (variante ogni 27 giorni), che ha osservato il primo TDE (tidal disruption event, evento di distruzione mareale).[35][36]
- Ad ottobre 2019 TESS ha registrato una variazione positiva di luminosità che in seguito si è scoperto essere dovuta ad un lampo gamma, 191016A. l'afterglow ottico, rilevato per circa due ore e distante 11,7 miliardi di anni luce, è il primo RGB ad essere stato tracciato con metodo fotometrico.[37]
- Il satellite ha scoperto una cometa non periodica, C/2018 S3 TESS [38]: la scoperta è stata fatta nel settembre 2018 ma l'annuncio ufficiale è stato dato solo nel febbraio 2023, ben quattro anni e mezzo più tardi.